# Convention de Rome du 19 juin 1980 sur la loi applicable aux obligations contractuelles

Signataires de la convention

La convention sur la loi applicable aux obligations contractuelles ouverte à la signature à Rome le 19 juin 1980 est une convention internationale signée dans le cadre de la Communauté économique européenne, qui a pour but de déterminer la loi applicable aux contrats dans le cadre communautaire.
Signée à Rome le 19 juin 1980 entre les États membres de la Communauté, elle est entrée en vigueur le 1er avril 1991.
Elle a pour but de déterminer la loi applicable aux obligations contractuelles et retient à cette fin un système dualiste, posant comme principe l'autonomie de la volonté puis comme rattachement subsidiaire des critères objectifs.
Elle a été remplacée par le règlement (CE) n° 593/2008 du Parlement européen et du Conseil du 17 juin 2008 sur la loi applicable aux obligations contractuelles, surnommé « Rome I » et fait donc partie de l'acquis communautaire.

## Règles d'application matérielles de la Convention
« Article 1: Les dispositions de la présente convention sont applicables, dans les situations comportant un conflit de lois, aux obligations contractuelles. »

— Article premier paragraphe 1 de la Convention sur la loi applicable aux obligations contractuelles

« Article 2: Elles ne s’appliquent pas:
a) à l’état et à la capacité des personnes physiques, sous
réserve de l’article 11;
b) aux obligations contractuelles concernant:
— les testaments et successions,
— les régimes matrimoniaux,
—les droits det devoirs découlant des relations de
famille, de parenté, de mariage ou d’alliance, y
compris les obligations alimentaires envers les
enfants non légitimes;
c) aux obligations nées de lettres de change, chèques,
billets à ordre ainsi que d’autres instruments négo-
ciables, dans la mesure où les obligations nées de ces
autres instruments dérivent de leur caractère négo-
ciable;
d) aux conventions d’arbitrage et d’élection de for;
e) aux questions relevant du droit des sociétés, associa-
tions et personnes morales, telles que la constitution,
la capacité juridique, le fonctionnement interne et la
dissolution des sociétés, associations et personnes
morales, ainsi que la responsabilité personnelle légale
des associés et des organes pour les dettes de la
société, association ou personne morale;
f) à la question de savoir si un intermédiaire peut
engager, envers les tiers, la personne pour le compte
de laquelle il prétend agir ou si un organe d’une
société, d’une association ou d’une personne morale
peut engager, envers les tiers, cette société, association
ou personne morale;
g) à la constitution des trusts, aux relations qu’ils créent
entre les constituants, les trustees et les bénéficiaires;
h) à la preuve et à la procédure, sous réserve de l’article 14. »

— Article premier paragraphe 1 de la Convention sur la loi applicable aux obligations contractuelles

## Caractère universel de la Convention
« Article 2:
Caractère universel
La loi désignée par la présente convention s’applique même si cette loi est celle d’un État non contractant. »

— Article deux de la Convention sur la loi applicable aux obligations contractuelles

## Liberté de choix des parties
« Article 3: Liberté de choix
1. Le contrat est régi par la loi choisie par les parties.
Ce choix doit être exprès ou résulter de façon certaine
des dispositions du contrat ou des circonstances de la
cause. Par ce choix, les parties peuvent désigner la loi
applicable à la totalité ou à une partie seulement de leur
contrat.
2. Les parties peuvent convenir, à tout moment, de
faire régir le contrat par une loi autre que celle qui le
régissait auparavant soit en vertu d’un choix antérieur
selon le présent article, soit en vertu d’autres dispositions
de la présente convention. Toute modification quant à la
détermination de la loi applicable, intervenue postérieure-
ment à la conclusion du contrat, n’affecte pas la validité
formelle du contrat au sens de l’article 9 et ne porte pas
atteinte aux droits des tiers.
3. Le choix par les parties d’une loi étrangère, assorti
ou non de celui d’un tribunal étranger, ne peut, lorsque
tous les autres éléments de la situation sont localisés au
moment de ce choix dans un seul pays, porter atteinte
aux dispositions auxquelles la loi de ce pays ne permet
pas de déroger par contrat, ci-après dénommées «disposi-
tions impératives». »

— Article trois de la Convention sur la loi applicable aux obligations contractuelles

## Règles de conflits de lois posées par la Convention
« Article 4: Loi applicable à défaut de choix
1. Dans la mesure où la loi applicable au contrat n’a
pas été choisie conformément aux dispositions de l’article 3, le contrat est régi par la loi du pays avec lequel il
présente les liens les plus étroits. Toutefois, si une partie
du contrat est séparable du reste du contrat et présente
un lien plus étroit avec un autre pays, il pourra être fait
application, à titre exceptionnel, à cette partie du contrat
de la loi de cet autre pays.
2. Sous réserve du paragraphe 5, il est présumé que le
contrat présente les liens les plus étroits avec le pays où la
partie qui doit fournir la prestation caractéristique a, au
moment de la conclusion du contrat, sa résidence habituelle ou, s’il s’agit d’une société, association ou personne
morale, son administration centrale. Toutefois, si le
contrat est conclu dans l’exercice de l’activité profession-
nelle de cette partie, ce pays est celui où est situé son
principal établissement ou, si, selon le contrat, la prestation doit être fournie par un établissement autre que
l’établissement principal, celui où est situé cet autre
établissement.
3. Nonobstant les dispositions du paragraphe 2, dans
la mesure où le contrat a pour objet un droit réel
immobilier ou un droit d’utilisation d’un immeuble, il est
présumé que le contrat présente les liens les plus étroits
avec le pays où est situé l’immeuble.
4. Le contrat de transport de marchandises n’est pas
soumis à la présomption du paragraphe 2. Dans ce
contrat, si le pays dans lequel le transporteur a son
établissement principal au moment de la conclusion du
contrat est aussi celui dans lequel est situé le lieu de
chargement ou de déchargement ou l’établissement principal de l’expéditeur, il est présumé que le contrat a les
liens les plus étroits avec ce pays. Pour l’application du
présent paragraphe, sont considérés comme contrats de
transport de marchandises les contrats d’affrètement pour
un seul voyage ou d’autres contrats lorsqu’ils ont princi-
palement pour objet de réaliser un transport de marchan-
dises.
5. L’application du paragraphe 2 est écartée lorsque la
prestation caractéristique ne peut être déterminée. Les
présomptions des paragraphes 2, 3 et 4 sont écartées
lorsqu’il résulte de l’ensemble des circonstances que le
contrat présente des liens plus étroits avec un autre
pays. »

— Article quatre de la Convention sur la loi applicable aux obligations contractuelles

« Article 7:
Lois de police
1. Lors de l’application, en vertu de la présente
convention, de la loi d’un pays déterminé, il pourra être
donné effet aux dispositions impératives de la loi d’un
autre pays avec lequel la situation présente un lien étroit,
si et dans la mesure où, selon le droit de ce dernier pays,
ces dispositions sont applicables quelle que soit la loi
régissant le contrat. Pour décider si effet doit être donné à
ces dispositions impératives, il sera tenu compte de leur
nature et de leur objet ainsi que des conséquences qui
découleraient de leur application ou de leur non-applica-
tion.
2. Les dispositions de la présente convention ne pour-
ront porter atteinte à l’application des règles de la loi du
pays du juge qui régissent impérativement la situation
quelle que soit la loi applicable au contrat. »

— Article sept de la Convention sur la loi applicable aux obligations contractuelles